# Инфлянтско войводство
Инфлянтското войводство (на полски: Województwo inflanckie, на латински: Ducatus Livoniae) е административно-териториална единица в състава на Жечпосполита. Административен център е град Динебург.
Войводството е създадено през 1677 година. Обхваща земи от историко-географската област Ливония (Инфлянти). Разделено е на четири тракти – Динебургски, Жечишки, Люцински и Мариенхауски. В Сейма на Жечпосполита е представено от трима сенатори.
При първата подялба на Жечпосполита (1772) територията на войводството е анексирана от Руската империя.